# Flare (contromisura)

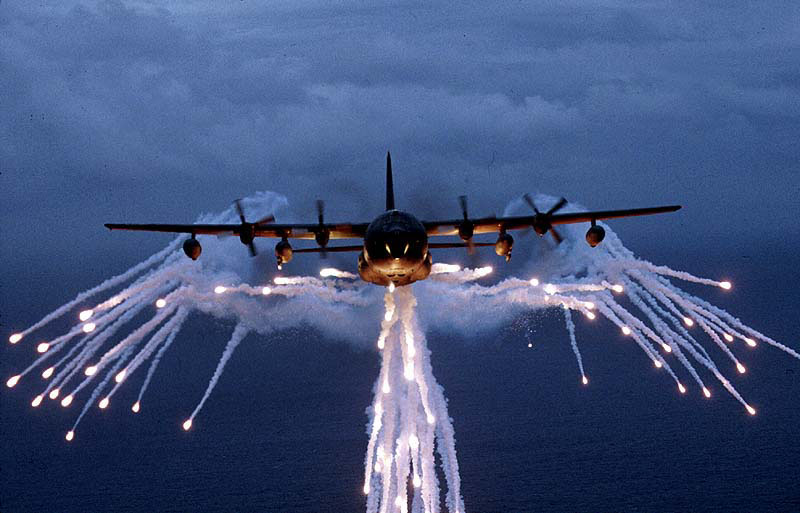
Un Lockheed C-130 Hercules dell'USAF sgancia numerosi flare

Il flare (in italiano letteralmente fiaccola o vampata) è una particolare contromisura di difesa usata dagli aeromobili militari, ma anche da mezzi navali e terrestri, per ingannare i sensori ottici a guida infrarossa (IR) dei missili. Differiscono molto dai razzi bengala, un tempo usati per gli stessi scopi, per la loro maggiore capacità di imitare il calore prodotto dai metalli in fusione. Differiscono inoltre anche dai chaffs che, pur usati con un simile scopo, servono, invece, a ingannare i missili a guida radar magnetica.

## Storia e sviluppo
L'arrivo dei missili con guida IR ha comportato una minaccia per gli aerei, e in seguito per navi e veicoli. Missili come l'AIM-9 Sidewinder e il SA-7 Grail, pur con i loro sensori primitivi, erano una minaccia reale per aerei ed elicotteri, che per difendersi almeno in parte utilizzarono dei lanciatori di flare, che non eliminavano la minaccia totalmente ma almeno la contrastavano. I missili IR non hanno sensori attivi ed è quindi molto difficile individuarli una volta lanciati, come invece può avvenire con le armi a guida radar. La capacità di colpire senza preavviso è sempre stata la maggiore minaccia per i loro bersagli. 

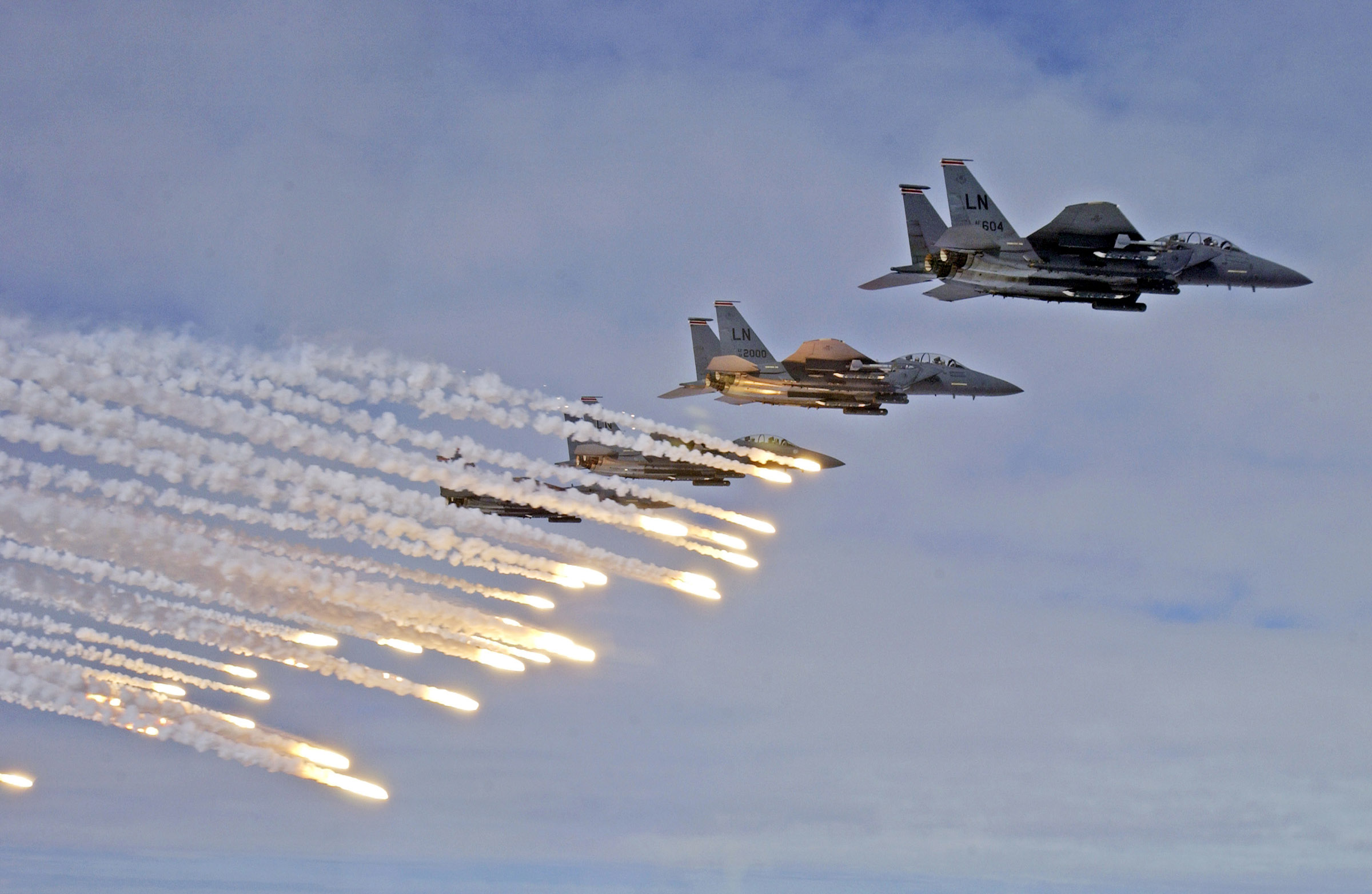
Uno stormo di McDonnell Douglas F-15E Strike Eagles sganciano chaff e flare nel corso di una competizione militare

I sensori primitivi del tipo IR erano in grado di operare sulla banda dell'infrarosso dell'ordine dei 3 micron, corrispondente ad oggetti molto caldi, come ad esempio i tubi di scarico degli aerei. Ma questi sistemi erano ingannabili anche da altre fonti, come il Sole e i bengala, che con i suoi combustibili come il magnesio producevano una intensa fonte di calore. La seconda generazione di apparati IR ha costituito un'evoluzione notevole perché sono più sofisticati, capaci di "vedere" con maggiori dettagli anche oggetti di temperatura ridotta, come la parte frontale di un aereo. I flare normali non erano più del tutto adatti all'inganno, e così sono stati sostituiti da mezzi più sofisticati, di seconda generazione, capaci di imitare le radiazioni caratteristiche del metallo incandescente, e non semplicemente un fuoco ad altissima temperatura. 
Inoltre si tentò ben presto di sistemare dei sensori ottici che potessero individuare in tempo la presenza di missili antiaerei nel vulnerabile settore posteriore. Installati per la prima volta sugli F-111A, si dimostrarono assai inaffidabili per il gran numero di falsi allarmi, che finivano per essere controproducenti perché i sensori erano collegati ai lanciatori di flare, che se attivati potevano far individuare a vista l'F-111. Tra i sensori tipici, vanno segnalati quelli della serie americana ALR, come l'ALR 23, 24 e 44.
In seguito all'avvento degli elicotteri tattici, questi sistemi hanno avuto una certa diffusione anche tra le macchine ad ala rotante. 
La mancanza di contromisure per missili IR ha causato l'abbattimento nella ex Jugoslavia di un Alenia G.222 e AB205 italiani, provocando la morte di tutti gli occupanti. 
I lanciatori di flare in genere sono articolati in sistemi multipli, con una batteria di lancio per ordigni di circa 25-40 mm di calibro. Vi sono numerosi sistemi realizzati, come ad esempio il Tracor ALE-40 di piccole dimensioni, adatto per essere ospitato anche in punti d'aggancio estemporanei, come la parte posteriore della fusoliera. I modelli comprendono anche dei veri e propri pod alari, come la serie BOZ-101 e successivi della Bofors, applicati sui Tornado e Viggen (privi di sistemi di lancio interni). I velivoli esposti a lungo tempo in azione ne portano grandi quantitativi, come l'A-10 che ha 4 lanciatori con 160 flare o chaff, e altrettanti per cui vi è la predisposizione.

## Impiego terrestre e navale
Anche navi e veicoli utilizzano i flare come contromisura (oltre che continuare ad usarli come sistema di visione notturna). Le navi hanno lanciarazzi multipli come i SUPER RBOC, gli SCLAR e i DAGAIE, capaci di lanciare anche razzi in grado di ingannare i missili a guida IR come i Penguin.
Per i carri armati invece la soluzione migliore è generare una cortina fumogena impenetrabile all'infrarosso, ma i flare possono essere utili per ingannare i missili SACLOS, ovvero armi come i MILAN che sono dotate di una guida automatica; in queste armi il computer di controllo ha la necessità di sapere dov'è il missile e per questo lo segue con il "beacon", ovvero un flare che resta acceso dietro la coda dell'arma. Se il carro lancia dei flare abbastanza simili a quelli del missile, il computer ne è tratto in inganno e fallisce a ordinare le manovre giuste al missile, che manca il bersaglio.

## Tecniche di lancio

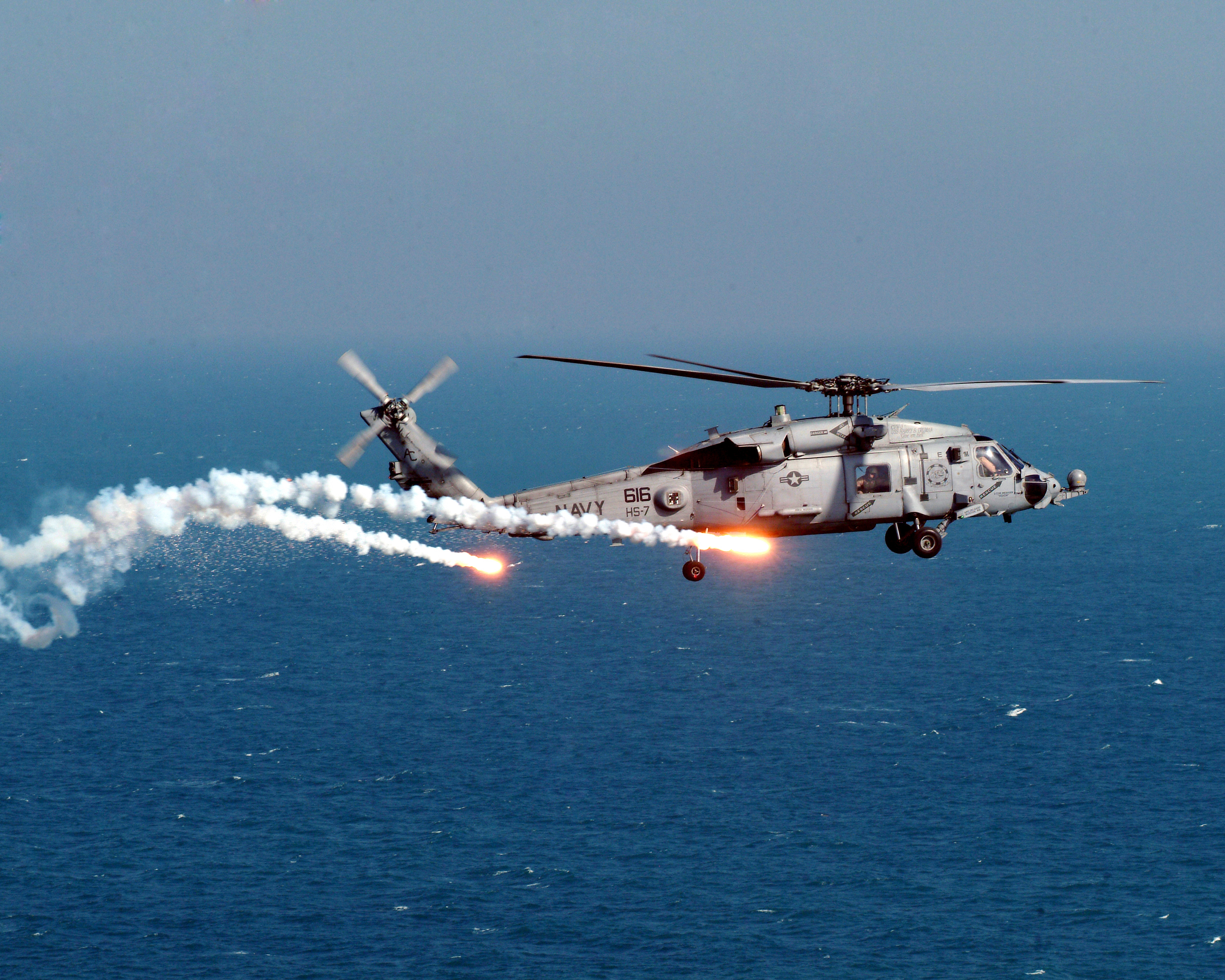
Un elicottero HH-60H SeaHawk della U.S. Navy, lancia per la sua protezione del chaff (la nuvola di piccoli pezzi metallici) dietro la coda e 2 flare.

Le tecniche di lancio sono anch'esse importanti. Quando si avvista un missile in avvicinamento, si aziona la sequenza di lancio per una salva di flare, che devono affrontare il compito di sviare il missile che ha già agganciato il bersaglio. Altrimenti, per ottimizzare il consumo di flare, vi sono tecniche di lancio differenti, che mirano a impedire la corretta acquisizione dell'aereo o elicottero. Questo comporta il lancio di razzi singoli o al massimo in coppia, con un ritmo di uno ogni 5-7 secondi. Come accade normalmente, affrontare un problema allo stadio iniziale offre un notevole vantaggio di energie, e anche un singolo flare può infastidire il puntatore e indurlo a puntare un bersaglio sbagliato.
Infine esiste un problema di normative legali: in molti aeroporti civili, gli aerei dotati di lanciatori di flare non sono ammessi, in quanto esistono problemi di sicurezza, almeno teorica, relativi a questi sistemi.

## Cultura di massa
Un episodio di inganno contro i missili IR è stato mostrato nel film Airport '80, nel quale un bengala da segnalazione ingannava un missile AIM-9 Sidewinder – cosa piuttosto improbabile data la grande quantità di calore emessa dall'aereo in questione, un Concorde.
I flare sono anche presenti in una scena di Behind Enemy Lines - Dietro le linee nemiche, dove poco prima di essere abbattuto, l'aereo (un McDonnell Douglas F/A-18 Super Hornet) ne rilascia una notevole quantità.
Il flare è una contromisura (assieme allo chaff) presente nei videogiochi di simulazione spaziale X-Wing vs Tie-Fighter e X-Wing Alliance; a differenza della realtà però, il flare rilasciato da un caccia è programmato per inseguire e distruggere la testata lanciata contro lo stesso caccia.